# 邪宗門 (北原白秋)
『邪宗門』（じゃしゅうもん）は、北原白秋の第一詩集。1909年（明治42年）に刊行された。象徴詩の先駆であり、当時の官能的、異国的、退廃的な詩風を代表している。「邪宗門」は、日本のキリスト教史において、江戸幕府により禁教令の対象とされたキリシタンの呼称で、上記のような詩風ゆえに、白秋は自らを密かに信仰を守ったキリシタンになぞらえ命名した。          

## 概要
白秋は『文庫』『明星』に詩歌を発表し、1907年（明治40年）に「新詩社」を脱退して「パンの会」を起こすと『スバル』に参加し、詩歌に新天地を開いた。その象徴詩は、頽唐的叙情と異国情調とで彩なす感覚詩・官能詩であって、その典型が官能・神経・曲節（メロディー）解放の多彩絢爛な第一詩集『邪宗門』である。本書及び第二詩集『思ひ出』によって白秋は詩壇における位置を確立した。室生犀星ら影響を受けた詩人・作家も多い。刊行を控えて、白秋が自筆の表紙絵や目次など詳細な構想をまとめた、原稿用紙20枚のメモが、日本近代文学館へ2023年に寄贈された河井醉茗（すいめい）遺品から発見された。
- 以下本書、著者識、例言より[5]

- 装幀、「エツキスリプリス」及「幼児磔殺」、挿画『澆季』、挿画『硝子吹く家』、扉絵及欄画十葉 ……石井柏亭[6]
- 挿画『真昼』、彫版……山本鼎[6]
- 私信『四十一年七月廿一日便』……太田正雄[6]

## 内容
・父上に献ぐ
・邪宗門扉銘
・例言

### 魔睡
- 邪宗門秘曲（明治41年8月）[注釈 1]
- 室内庭園（明治41年12月）
- 陰影の瞳（明治41年10月）
- 赤き僧正（明治41年12月）
- WHISKY.（明治41年11月）
- 天鵝絨のにほひ（明治41年12月）
- 濃霧（明治41年10月）
- 赤き花の魔睡（明治41年12月）
- 麦の香（明治41年12月）
- 曇日（明治41年12月）
- 秋の瞳（明治41年12月）
- 空に真赤な（明治41年5月）
- 秋のをはり（明治41年12月）
- 十月の顔（明治41年12月）
- 接吻の時（明治41年6月）
- 濁江の空（明治41年8月）
- 魔国のたそがれ（明治41年8月）
- 蜜の室（明治41年8月）
- 酒と煙草に（明治41年5月）
- 鈴の音（明治41年8月）
- 夢の奥（明治41年7月）
- 窓（明治41年9月）
- 昨日と今日と（明治41年11月）
- わかき日（明治41年11月）

### 朱の伴奏
- 謀叛（明治40年12月）
- こほろぎ（明治40年12月）
- 序楽（明治41年2月）
- 納曾利（明治41年7月）
- ほのかにひとつ（明治41年2月）
- 耽溺（明治40年12月）
- といき（明治40年12月）
- 黒船（明治41年2月）
- 地平（明治40年12月）
- ふえのね（明治41年2月）
- 下枝のゆらぎ（明治41年8月）
- 雨の日ぐらし（明治41年5月）
- 狂人の音楽（明治41年9月）
- 風のあと（明治41年8月）
- 月の出（明治41年2月）

### 外光と印象
- 冷めがたの印象（明治40年11月）
- 赤子（明治41年6月）
- 暮春（明治41年3月）
- 噴水の印象（明治41年7月）
- 顔の印象 六篇（明治41年3月）
  - A 精舎
  - B 狂へる街
  - C 醋の甕
  - D 沈丁花
  - E 不調子
  - F 赤き恐怖
- 盲ひし沼（明治41年7月）
- 青き光（明治41年7月）
- 樅のふたもと（明治41年2月）
- 夕日のにほひ（明治41年12月）
- 浴室（明治41年8月）
- 入日の壁（明治41年8月）
- 狂へる椿（明治41年6月）
- 吊橋のにほひ（明治41年8月）
- 硝子切るひと（明治40年12月）
- 悪の窓　断篇七種（明治41年2月）
  - 一 狂念
  - 二 疲れ
  - 三 薄暮の負傷
  - 四 象のにほひ
  - 五 悪のそびら
  - 六 薄暮の印象
  - 七 うめき
- 蟻（明治40年3月）
- 華のかげ（明治40年12月）
- 幽閉（明治41年6月）
- 鉛の室（明治40年9月）
- 真昼（明治41年12月）

### 天草雅歌
- 天草雅歌（明治40年10月）
  - 角を吹け
  - ほのかなる蝋の火に
  - 艫を抜けよ
  - 汝にささぐ
  - ただ秘めよ
  - さならずば
  - 嗅煙艸
  - 鵠
  - 日ごとに
  - 黄金向日葵
  - 一炷

### 青き花
- 青き花（明治40年2、3両月中）
  - 青き花
  - 君
  - 桑名
  - 朝
  - 紅玉
  - 海辺の墓
  - 渚の薔薇
  - 紐
  - 昼
  - 夕
  - 羅曼底の瞳

### 古酒
- 恋慕ながし（明治40年2月）
- 煙草（明治40年9月）
- 舗石（明治40年9月）
- 驟雨前（明治39年9月）
- 解纜（明治39年7月）
- 日ざかり（明治39年9月）
- 軟風（明治40年6月）
- 大寺（明治39年8月）
- ひらめき（明治39年8月）
- 立秋（明治39年8月）
- 玻璃罎（明治39年8月）
- 微笑（明治39年8月）
- 砂道（明治39年8月）
- 凋落（明治39年8月）
- 晩秋（明治39年5月）
- あかき木の実（明治40年10月）
- かへりみ（明治40年12月）
- なわすれぐさ（明治41年5月）
- わかき日の夢（明治41年5月）
- よひやみ（明治39年4月）
- 一瞥（明治39年7月）
- 旅情（明治39年9月）
- 柑子（明治39年5月）
- 内陣（明治40年7月）
- 懶き島（明治40年12月）
- 灰色の壁（明治39年12月）
- 失くしつる（明治41年7月）

・邪宗門目次